# Blackened Sky
Blackened Sky — дебютний студійний альбом шотландського гурту Biffy Clyro, представлений 10 березня 2002 року лейблом Beggars Banquet Records. Альбом досяг 78 місця в британському чарті, а продюсером став Кріс Шелдон та сам колектив. У 2012 році вийшло делюкс перевидання, до якого, окрім оригінальних 12 пісень, увійшли дві пісні з дебютного мініальбому thekidswhopoptodaywillrocktomorrow та низка бі-сайдів з синглів альбому.

## Список пісень
Автор слів Саймон Ніл, автор музики Саймон Ніл. 
| #     | Назва                                                            | Тривалість |
| ----- | ---------------------------------------------------------------- | ---------- |
| 1.    | «Joy.Discovery.Invention»                                        | 3:38       |
| 2.    | «27»                                                             | 3:27       |
| 3.    | «Justboy»                                                        | 4:22       |
| 4.    | «Kill the Old, Torture Their Young»                              | 6:12       |
| 5.    | «The Go-Slow»                                                    | 3:59       |
| 6.    | «Christopher's River»                                            | 4:09       |
| 7.    | «Convex, Concave»                                                | 4:28       |
| 8.    | «57»                                                             | 3:21       |
| 9.    | «Hero Management»                                                | 4:46       |
| 10.   | «Solution Devices»                                               | 3:18       |
| 11.   | «Stress on the Sky»                                              | 4:14       |
| 12.   | «Scary Mary» (слова написані у співавторстві з Мартіном Скоттом) | 3:06       |
| 49:00 |                                                                  |            |

| Додаткові пісні перевидання 2012 року | Додаткові пісні перевидання 2012 року         | Додаткові пісні перевидання 2012 року |
| #                                     | Назва                                         | Тривалість                            |
| ------------------------------------- | --------------------------------------------- | ------------------------------------- |
| 13.                                   | «Hope for an Angel»                           | 4:06                                  |
| 14.                                   | «Less the Product»                            | 6:05                                  |
| 15.                                   | «Instructio4»                                 | 5:53                                  |
| 16.                                   | «Breatheher»                                  | 3:55                                  |
| 17.                                   | «Unsubtle»                                    | 2:27                                  |
| 18.                                   | «Being Gabriel»                               | 6:20                                  |
| 19.                                   | «Time as an Imploding Unit/Waiting for Green» | 9:25                                  |
| 20.                                   | «All the Way Down Chapter 2»                  | 3:49                                  |
| 21.                                   | «The Houses of Roofs»                         | 5:13                                  |
| 96:13                                 |                                               |                                       |

## Учасники запису
Biffy Clyro
- Саймон Ніл — вокал, гітара, продюсування
- Джеймс Джонстон — бас, вокал, продюсування
- Бен Джонстон — барабани, вокал, продюсування

Додаткові музиканти
- Ліндсі Джосс — додатковий інструмент (15)
- Мартін Скотт — ударні (15)

Додатковий персонал
- Кріс Блер — мастеринг
- Філ Лі — дизайн
- Том Кольєр — фотографія обкладинки
- Пол МакКаллум — фотографія колективу

## Сертифікації
| Регіон                                                      | Сертифікація | Продажі |
| ----------------------------------------------------------- | ------------ | ------- |
| Велика Британія (BPI)                                       | Золотий      | 100 000 |
| продажі+прослуховування, що базуються лише на сертифікаціях |              |         |

## Історія випуску
| Регіон          | Дата            | Лейбл                        | Формат       | Каталог        | Посилання |
| --------------- | --------------- | ---------------------------- | ------------ | -------------- | --------- |
| Велика Британія | 10 березня 2002 | Beggars Banquet Records      | CD           | BBQCD226       | [ 5 ]     |
| Велика Британія | 10 березня 2002 | Beggars Banquet Records      | LP           | BBQLP226       | [ 6 ]     |
| Франція         | 8 квітня 2002   | EMI                          | CD           | 7243 8 1207420 | [ 7 ]     |
| Скандинавія     | 8 April 2002    | Playground Music Scandinavia | CD           | BBQCD226       | [ 8 ]     |
| Велика Британія | 2 квітня 2012   | Beggars Banquet Records      | Подвійний LP | BBQLP2089      | [ 9 ]     |